# Hiệp ước Buôn bán Vũ khí
Hiệp ước Buôn bán Vũ khí (tiếng Anh: Arms Trade Treaty, ATT; tiếng Pháp: le Traité sur le Commerce des Armes, TCA) là một hiệp ước đa phương mà quy định về thương mại quốc tế trong buôn bán vũ khí thông thường. Thương mại vũ khí quốc tế đã được ước tính lên đến 70 tỷ USD một năm.
Hiệp ước đã được đàm phán tại một hội nghị toàn thể dưới sự bảo trợ của LHQ từ ngày 2 đến 27 tháng 7 năm 2012 ở New York. Do hội nghị đã không thể đạt được thỏa thuận cuối cùng về văn bản hiệp ước, một cuộc họp mới cho Hội nghị đã được tổ chức vào ngày 18-28 tháng 3 năm 2013. Ngày 2 tháng 4 năm 2013, Đại Hội đồng Liên Hợp Quốc thông qua chấp nhận ATT.